# Józef Sobczyński

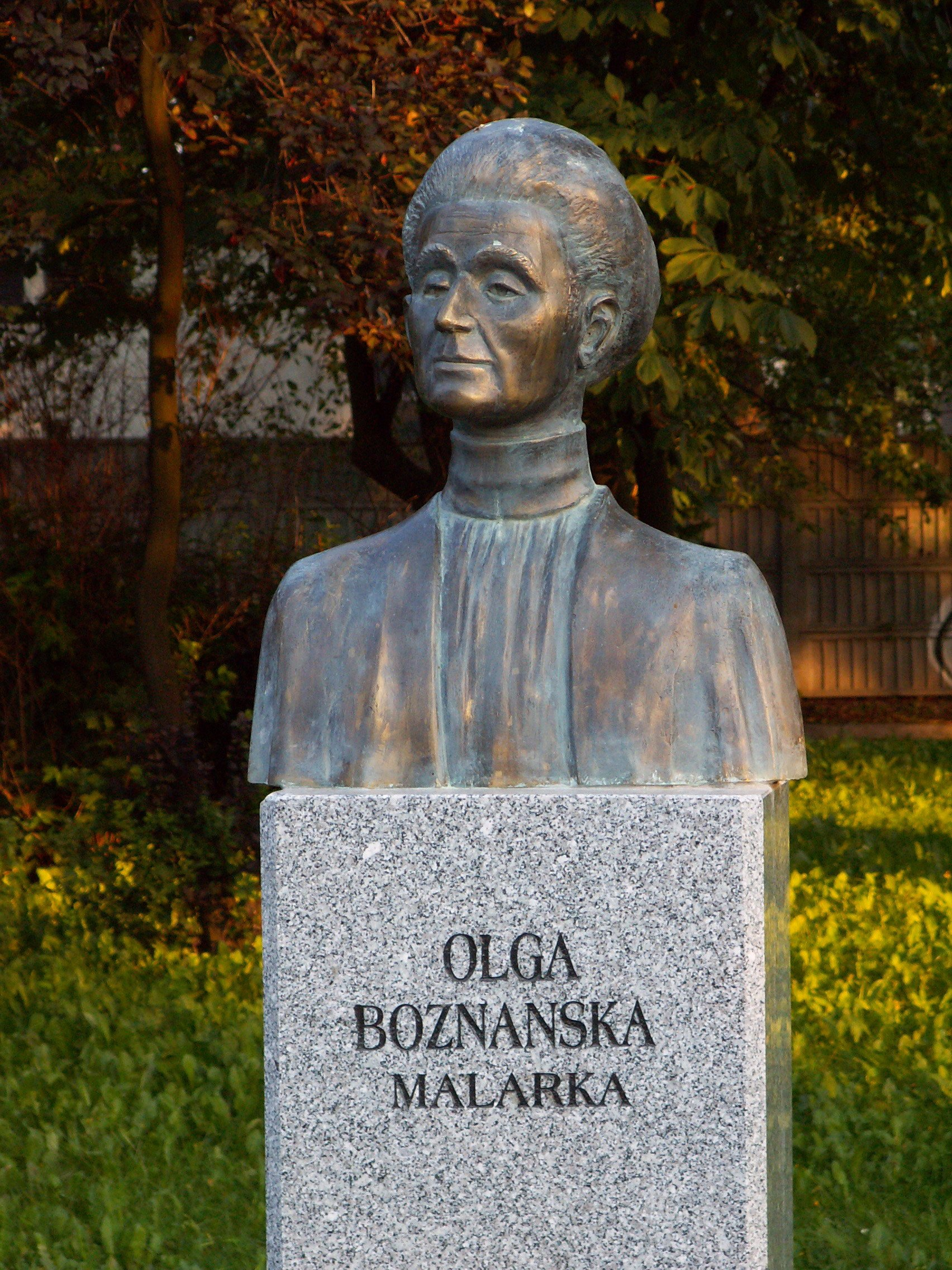
popiersie Olgi Boznańskiej

Józef Sobczyński (ur. 1947, zm. 17 maja 2008 w  Kielcach) – polski rzeźbiarz i pedagog związany z Kielcami.
Po ukończeniu kieleckiego liceum plastycznego rozpoczął studia na warszawskiej  Akademii Sztuk Pięknych. Należał do Związku Polskich Artystów Rzeźbiarzy, brał udział w organizowanych plenerach i wystawach. Poza tworzeniem w ceramice i drewnie zajmował się również rzeźbą pomnikową. Jest autorem pomnika Bojowników o Narodowe i Społeczne Wyzwolenie, który odsłonięto w 1979 na kieleckiej Kadzielni. Stworzył również popiersie  Olgi Boznańskiej, które od 2006 stoi w Alei Sław na Skwerze Harcerskim im. Szarych Szeregów i tablicę poświęconą Janowi Pawłowi II, która została umieszczona na Urzędzie Miasta w Kielcach. Był pedagogiem, nauczał w Liceum Plastycznym, którego sam był absolwentem. Zmarł po długiej chorobie 17 maja 2008 w Kielcach.